# Margaret de Newburg
Margaret de Beaumont (... – 3 giugno 1253) fu la settima contessa di Warwick.

## Biografia
Era figlia di Henry de Beaumont, V conte di Warwick e di Margaret d'Oili.
Alla morte del fratello Thomas senza figli maschi, ereditò la contea che fu di loro padre.
Margaret data in moglie, nel 1242 a John Marshall morto l'anno dopo. Nello stesso anno in cui rimase vedova sposò John du Plessis, favorito del re Enrico III d'Inghilterra che nel 1247 gli diede il titolo di conte di Warwick.
La coppia non ebbe figli e alla morte di Margaret il titolo passò a suo cugino William Maudit, VIII conte di Warwick.